# Tottenham Hale
Pour la station de métro, voir Tottenham Hale (métro de Londres).
Tottenham Hale est une zone anglaise située au nord de Londres, dans le borough londonien de Haringey.